# Sabaâ Aïyoun
Sabaâ Aïyoun (en arabe : سبع عيون) est une ville du Maroc. Elle est située dans la province El Hajeb et région de Fès-Meknès.
Sebaâ Aïyoun signifie en arabe sept sources. Cette localité située au cœur de la plaine agricole de Saïs tire son nom de l'existence auparavant de sept sources disposées en demi-cercle pour créer une petite rivière qui irriguait toutes les parcelles agricoles environnantes. Avec le changement climatique que connait la zone les sept sources ont tari pour donner lieu à un nouveau terrain agricole labourable dans le cadre d'un projet de remembrement des terres agricoles.